# Střížov (České Budějovice-i járás)
Střížov település Csehországban, a České Budějovice-i járásban. Střížov Strážkovice, Římov, Komařice, Borovnice és Doudleby településekkel határos. Lakosainak száma 223 fő (2024. január 1.).

## Népesség
A település lakosságának változását az alábbi diagram mutatja:
| Lakosok száma | 337  | 358  | 357  | 221  | 154  | 174  | 214  | 221  | 218  | 223  |
|               | 1869 | 1890 | 1921 | 1950 | 1980 | 2001 | 2017 | 2019 | 2022 | 2024 |